# Yoshiaki Numata
Yoshiaki Numata (jap. 沼田義明 Numata Yoshiaki; ur. 19 kwietnia 1945 na Hokkaido) – japoński bokser, zawodowy mistrz świata kategorii junior lekkiej.
Rozpoczął karierę boksera zawodowego w 1962. Wygrał pierwsze 25 walk, w tym z przyszłym mistrzem świata w wadze lekkopółśredniej Pedro Adigue z Filipin, zanim w lipcu 1965 został znokautowany przez Yuji Yamashimę. Wcześniej, 1 kwietnia tego roku, zdobył tytuł mistrza Azji i Pacyfiku (OPBF) w wadze junior lekkiej (superpiórkowej) po zwycięstwie nad Larrym Flaviano z Filipin. W grudniu1965 znokautował go Love Allotey z Ghany. 9 czerwca 1966 Numata został mistrzem Azji i Pacyfiku (OPBF) w kategorii lekkiej po zwycięstwie nad Filipińczykiem Flashem Elorde, który był również mistrzem świata w wadze junior lekkiej.
15 czerwca 1967 w Tokio ponownie pokonał na punkty Flasha Elorde i zdobył mistrzostwo świata w kategorii junior lekkiej. Stracił ten tytuł już w pierwszej obronie, gdy 14 grudnia tego roku w Tokio Hiroshi Kobayashi pokonał go przez nokaut w 12 rundzie. Numata wygrał trzy kolejne walki, a w grudniu 1968 zremisował z Rubenem Navarro.
Spróbował następnie zdobyć tytuł mistrza świata w wadze lekkiej, ale 10 października 1969 w Los Angeles został znokautowany w 6. rundzie przez Mando Ramosa. 5 kwietnia 1970 w Tokio Numata ponownie został mistrzem świata w kategorii junior lekkiej, tym razem według organizacji WBC (Kobayashi pozostawał nadal mistrzem świata WBA), gdy pokonał niejednogłośnie na punkty Rene Barrientosa. Trzykrotnie skutecznie bronił pasa WBC, wygrywając 27 września 1970 w Tokio z Raulem Rojasem przez nokaut w 5. rundzie, 3 stycznia 1971 w Shizuoka z Barrientosem na punkty i 30 maja 1971 w Hiroszimie z byłym mistrzem świata w wadze koguciej Lionelem Rose na punkty.
Stracił mistrzostwo świata 10 października 1971 w Sendai, gdy Ricardo Arredondo znokautował go w 10. rundzie. Później stoczył tylko jedną walkę, w której 3 marca 1972 Kenji Iwata znokautował go w 3. rundzie i zakończył karierę pięściarską.